# Santa Gertrudis, Quintana Roo
Santa Gertrudis är en ort i Mexiko.   Den ligger i kommunen José María Morelos och delstaten Quintana Roo, i den östra delen av landet, 1 100 km öster om huvudstaden Mexico City. Santa Gertrudis ligger 18 meter över havet och antalet invånare är 899.
Terrängen runt Santa Gertrudis är platt. Runt Santa Gertrudis är det mycket glesbefolkat, med 5 invånare per kvadratkilometer. Närmaste större samhälle är José María Morelos, 8,7 km sydost om Santa Gertrudis. I omgivningarna runt Santa Gertrudis växer i huvudsak städsegrön lövskog.